# La Perla, Chiapas
La Perla är en ort i Mexiko.   Den ligger i kommunen Tapachula och delstaten Chiapas, i den sydöstra delen av landet, 900 km sydost om huvudstaden Mexico City. La Perla ligger 661 meter över havet och antalet invånare är 171.
Terrängen runt La Perla är kuperad åt sydväst, men åt nordost är den bergig. Runt La Perla är det ganska tätbefolkat, med 179 invånare per kvadratkilometer. Närmaste större samhälle är Huixtla, 16,7 km väster om La Perla. I omgivningarna runt La Perla växer i huvudsak städsegrön lövskog.